# Movimiento boogaloo

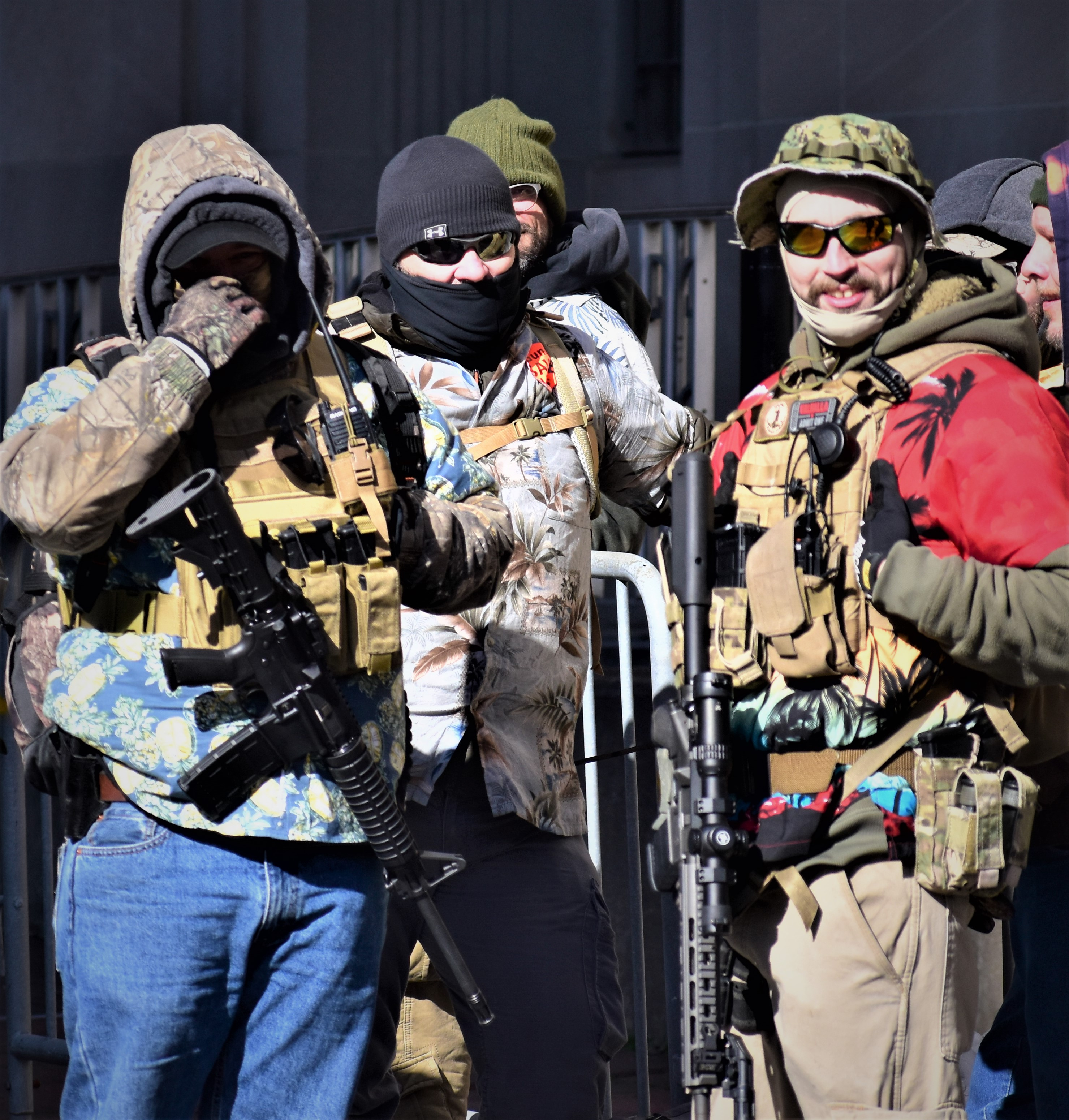
Los miembros del movimiento utilizan camisas hawaianas y uniformes militares para identificarse, como en esta manifestación por el libre porte de armas en Richmond (Virginia) el 20 de enero de 2020.

El movimiento boogaloo (en inglés: boogaloo movement)  es un movimiento de extrema derecha antigubernamental en Estados Unidos relacionado con la derecha alternativa, sus miembros se identifican mayoritariamente como libertarios. Algunos analistas lo consideran una milicia armada. Los participantes dicen estar preparándose para una segunda guerra civil estadounidense, la cual  llaman "el boogaloo". De hecho, los miembros de estas milicias se llaman a sí mismos "aceleracionistas", en referencia a que con sus acciones buscan deliberadamente provocar la caída del sistema vigente para que de los restos que queden crear uno nuevo que se adapte a sus creencias.
El movimiento está formado por grupos antigubernamentales a favor de las armas. La ideología específica de cada grupo varía y las opiniones sobre temas como la raza difieren ampliamente. Algunos miembros son supremacistas, otros abiertamente neonazis que creen que los disturbios inminentes serán una guerra racial. También hay grupos que condenan el racismo y la supremacía blanca, aunque los intentos de algunos elementos individuales del movimiento de apoyar a grupos y movimientos antirracistas como Black Lives Matter han sido recibidos con cautela y escepticismo, y los investigadores y periodistas no están seguros si son genuinos o tienen la intención de "maquillar" los objetivos reales del movimiento.
El movimiento se organiza principalmente en línea, pero los adherentes han aparecido en eventos en persona, incluidas las protestas contra el bloqueo y por la muerte de George Floyd. Fuertemente armados, los miembros de boogaloo a menudo se identifican por su atuendo de camisas hawaianas con uniformes militares.
Boogaloo surgió en 4chan y posteriormente se extendió a otras plataformas. Aunque el término se remonta a 2012, no fue hasta 2019, cuando tomo mayor notoriedad. Los adherentes usan boogaloo, incluidas variaciones para evitar la represión de las redes sociales, para referirse a levantamientos violentos contra el gobierno federal, a menudo anticipados después de la confiscación de armas de fuego por parte del gobierno.
Las personas afiliadas al movimiento boogaloo han sido acusadas de delitos, incluidos los asesinatos de un contratista de seguridad y un oficial de policía, un complot para secuestrar a la gobernadora de Míchigan, Gretchen Whitmer, e incidentes relacionados con la participación en las protestas de George Floyd. A mediados de 2020, varias empresas actuaron para limitar las actividades y la visibilidad del movimiento en sus redes sociales y plataformas de chat.

## Vista general

### Nombre e identidad
El término boogaloo alude a la secuela de 1984 Breakin' 2: Electric Boogaloo, que fue ridiculizada por los críticos como un refrito derivado. Posteriormente, agregar "2: Electric Boogaloo" a un nombre se convirtió en una plantilla verbal de jocula para cualquier tipo de secuela, especialmente una que imita fuertemente al original. El movimiento boogaloo adoptó su identidad basándose en la anticipación de una segunda guerra civil estadounidense o segunda Revolución Estadounidense, a la que se hizo referencia como "Civil War 2: Electric Boogaloo" y se hizo conocida popularmente entre los adeptos como " el "boogaloo".

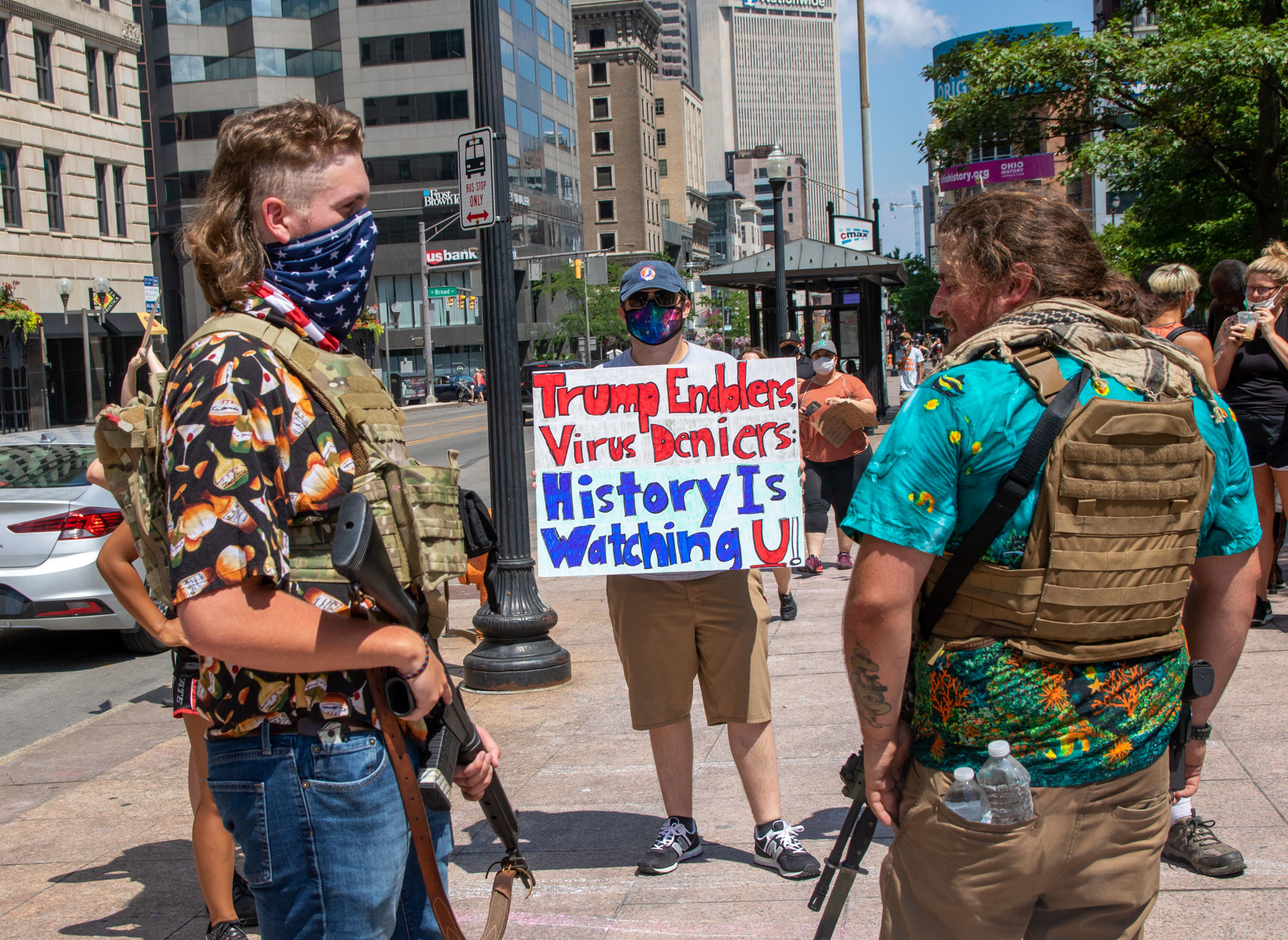
Seguidores del boogaloo en una protesta en Columbus, Ohio, el 18 de julio de 2020. Un contramanifestante sostiene un cartel al fondo. Los militantes armados boogaloo se opusieron a los destrozos a la propiedad privada en las protestas por la muerte de George Floyd organizadas por Black Lives Matter.

Los participantes en el movimiento boogaloo también usan otras derivaciones de la palabra que suenan similares, como boog, boojahideen, big iglú, blue iglú y big luau para evitar represiones y banderas de contenido automatizadas impuestas por los sitios de redes sociales para limitar o prohibir el contenido relacionado con el boogaloo.
Los esfuerzos intensificados por parte de las empresas de redes sociales para restringir el contenido de boogaloo han provocado que los adherentes utilicen términos aún más alejados de la palabra original, como fiesta picante, para referirse al movimiento. El movimiento boogaloo ha creado logotipos y otras imágenes que incorporan cabañas de nieve iglú y estampados hawaianos basados en estas derivaciones. Los seguidores del boogaloo a veces llevan versiones en blanco y negro de la bandera estadounidense, con una franja central reemplazada por una franja de estampado tropical rojo y las estrellas reemplazadas por un iglú. Las franjas a veces enumeran los nombres de personas que han sido asesinadas por la policía, incluidos Eric Garner, Vicki Weaver, Robert LaVoy Finicum, Breonna Taylor y Duncan Lemp.
Los adherentes asisten a las protestas fuertemente armados y con equipo táctico y, a veces, se identifican vistiendo camisas hawaianas junto con uniformes militares. El movimiento boogaloo también ha utilizado imágenes populares entre la extrema derecha, como el meme Pepe the Frog.

### Visión política
Los grupos del movimiento boogaloo son de extrema derecha, antigubernamentales y y defienden el derecho a portar armas recogido en la Segunda Enmienda.. Algunos grupos también han sido descritos de diversas formas como de extrema derecha, anarquistas, libertarios, o derechistas libertarios. Según Alex Newhouse, investigador digital del CTEC de Middlebury, "la forma en que sabemos que el movimiento 'boogaloo' es un movimiento de extrema derecha es porque dibujan una línea directamente entre Waco y Ruby Ridge. Sostienen cosas como el bombardeo de McVeigh de el edificio federal de la ciudad de Oklahoma y la respuesta armada a Ruby Ridge como momentos heroicos en la historia estadounidense", que ven como ciudadanos que se oponen a la opresión del gobierno. Newhouse también identificó la elección de los seguidores del movimiento de brindar protección armada a las empresas privadas durante las protestas contra el confinamiento y las protestas de George Floyd como evidencia de que el movimiento es de derecha, diciendo que es probable que los izquierdistas no hagan lo mismo que ellos, más probable que vea a las grandes corporaciones como un componente integral de la explotación capitalista. Según Newhouse, este énfasis en la importancia de la propiedad privada es parte de lo que hace que el movimiento boogaloo sea "en gran medida una ideología libertaria de extrema derecha".
Los grupos e individuos a menudo se identifican a sí mismos como libertarios, aunque algunos individuos también se han descrito a sí mismos como seguidores de ideologías relacionadas, incluyendo el anarcocapitalismo y el minarquismo.. También hay "algunos anarquistas aparentes", incluidos algunos "anarquistas" autoidentificados. Pitcavage describió a los "anarquistas" que han adoptado la "retórica del 'boogaloo'" como generalmente anarcocapitalistas de derecha, no lo que él llama "anarquistas de izquierda". MacNab ha declarado que "la mayoría de los miembros de boogaloo son anarquistas libertarios que odian a la policía". El Southern Poverty Law Center señala que "una mirada a los orígenes del movimiento y sus comunidades en línea deja en claro que sus políticas son mucho más complicadas que el libertarismo directo". The Daily Beast  informó en octubre de 2020 que las diversas ideologías de los grupos dentro del movimiento causan confusión sobre su ideología general, y que algunos adherentes ofuscan intencionalmente la ideología del movimiento para atraer a más seguidores.
En junio de 2020, el Departamento de Seguridad Nacional (DHS) tuiteó en respuesta a un artículo sobre el movimiento boogaloo que un boletín de inteligencia publicado por la agencia "NO identifica al movimiento Boogaloo como de izquierda O de derecha". y afirmó que "son simplemente extremistas violentos de ambos extremos del espectro ideológico". The Guardian refutó la descripción del movimiento por parte del DHS, diciendo que los expertos en extremismo coinciden en que el movimiento bugalú es de derecha. Daryl Johnson, un exanalista del DHS, le dijo a The Guardian que creía que la afirmación del DHS de que el movimiento bugalú no era de derecha estaba "jugando a la política". Johnson afirmó además que el movimiento boogaloo es "un movimiento ultranacionalista principalmente blanco de personas que pertenecen a las milicias. ¿Podría haber alguien que tenga diferentes simpatías que sea parte de él? Claro. Es predominantemente de derecha".
Los miembros de los grupos boogaloo suelen creer en el aceleracionismo y apoyan cualquier acción que acelere la inminente guerra civil y, finalmente, el colapso de la sociedad. Según The Economist, los miembros del grupo boogaloo han apoyado con este fin la "difusión de desinformación y teorías de conspiración, ataques a la infraestructura (como el de Nueva York línea 311) y terrorismo de lobo solitario". Algunos participantes en el movimiento afirman que el grupo y su ideología no son más que bromas en línea, pero algunos funcionarios encargados de hacer cumplir la ley e investigadores sostienen que las personas conectadas con los grupos han estado implicadas en planes para cometer violencia real. Tech Transparency Project ha observado que, si bien las publicaciones públicas en las páginas de Facebook de boogaloo tienden a ser satíricas, los miembros de grupos privados de boogaloo "intercambian [e] información y tácticas detalladas sobre cómo organizar y ejecutar una revuelta contra las autoridades estadounidenses". Algunos de los grupos privados prohíben compartir memes para mantener la conversación centrada en temas serios. Network Contagion Research Institute (NCRI) también ha comentado sobre la mezcla de contenido serio y en broma, escribiendo que "esta ambigüedad es una característica clave del problema: como un virus que se esconde del sistema inmunitario, el uso de un lenguaje de memes cómicos permite que el para organizar la violencia en secreto detrás de un espejismo de bromas internas y negabilidad plausible". Según la Liga Anti-Difamación, el uso del humor por parte de los seguidores del boogaloo hace que su contenido sea más digerible al suavizar los fundamentos violentos de algunas de sus creencias. Si bien muchas personas podrían rechazar un llamado explícito a la violencia, algunas podrían ser más receptivas a un meme que encubra un sentimiento tan violento con una capa de humor.

Una versión de la bandera boogaloo.

Algunos grupos de boogaloo son supremacistas blancos o neonazis y creen específicamente que "el boogaloo" será una guerra racial. Algunos grupos boogaloo han condenado el racismo. Según The Guardian, "existe un verdadero desacuerdo, incluso entre los expertos que supervisan a los grupos extremistas, sobre si el movimiento 'boogaloo' en su conjunto debería ser descrito como 'supremacista blanco'". Los analistas de la ADL y el Centro sobre terrorismo, extremismo y contraterrorismo (CTEC) del Middlebury College han argumentado que "un número significativo de partidarios del 'boogaloo' no son genuinamente supremacistas blancos". Los investigadores han descrito que el movimiento tiene dos alas: "una que aboga por la guerra racial y otra obsesionada con el colapso social y la rebelión contra el gobierno".
Sin embargo, "otros expertos dicen que la palabrería de algunos partidarios del 'boogaloo' sobre querer ser un movimiento multirracial no debe tomarse en serio". El Southern Poverty Law Center (SPLC) ha dicho que "pocos de los seguidores [del movimiento boogaloo] están interesados en alinearse con Black Lives Matter o manifestantes antifascistas contra la brutalidad policial". Según Joan Donovan, directora del Shorenstein Center on Media, Politics and Public Policy en la Harvard Kennedy School, "[nos] estamos equivocando por el bien de una audiencia imaginaria. La idea de que Lo que desmantelaría el gobierno de los EE. UU. en esta etapa es deshacer las protecciones que se han otorgado a las personas negras, homosexuales, discapacitadas, para detener la política exterior relacionada con la inmigración. Siempre hay subtemas racializados y eugenesia en estos grupos. Eso es la guerra, en su base. Se trata de quién debería vivir. No creo que puedas alejarte de las formas en que la retórica apoya una ideología supremacista blanca, una vez que comienzas a hablar sobre los tipos de políticas o estrategias que creen que deben implementarse".
El movimiento bugalú también ha sido descrito como una milicia. Lois Beckett, escribiendo para The Guardian, lo ha comparado con la milicia antigubernamental de derecha y el movimiento patriota de las décadas de 1990 y 2000, afirmando que "los partidarios ven el gobierno federal actual gobierno como ilegítimo, sin dejar de ser profundamente patriótico. Reverencian la constitución y se ven a sí mismos como los verdaderos descendientes de los padres fundadores de Estados Unidos. En su opinión, los legisladores estadounidenses actuales son el equivalente a las fuerzas británicas de ocupación durante la guerra revolucionaria. Entre las mercancías de 'boogaloo' a la venta en línea hay imágenes de George Washington armado con un rifle estilo AR-15".. Mark Pitcavage, un investigador del Centro sobre Extremismo de la Liga Anti-Difamación (ADL), ha identificado el desprecio del movimiento boogaloo por la aplicación de la ley como el elemento que más los distingue de otros grupos de milicias.

### Estructura y afiliación
Si bien los grupos boogaloo a menudo se describen como parte de un movimiento bugalú más grande, J. J. MacNab, becaria de la Universidad George Washington que investiga grupos extremistas antigubernamentales, ha dicho que no está de acuerdo con esta caracterización: "dado que la mayoría de los participantes se radicalizaron en otros lugares antes de ponerse una camisa hawaiana, ya sea en grupos militantes antigubernamentales como Three Percenters o las milicias, o en grupos de supremacía blanca, el Boogaloo no debe considerarse un movimiento independiente en este momento". Hablando ante el Subcomité de Inteligencia y Contraterrorismo de Seguridad Nacional de la Cámara de Representantes de los Estados Unidos el 16 de julio de 2020, MacNab testificó que el movimiento boogaloo "no es realmente un movimiento. Es un código de vestimenta, es una forma de hablar, es jerga. La gente que pertenecen a otros grupos extremistas, generalmente en Facebook. Podrían haber sido milicianos, podrían haber sido un [grupo] de supremacía blanca. Lo recogieron en algún lugar y se pusieron esa camisa hawaiana, y sin embargo son tratados como un movimiento separado, y el problema es que estás ignorando las áreas subyacentes de las que provienen". Bellingcat y el SPLC también han declarado que otros grupos con sus propias identidades distintas han adoptado el meme boogaloo, incluidas las milicias, los grupos que comprenden el movimiento patriota y los Proud Boys.
El movimiento boogaloo ha atraído a algunos miembros en servicio activo de las fuerzas armadas y veteranos. Si bien se cree que el número de miembros activos y exmilitares es pequeño en comparación con el tamaño total del movimiento, la investigadora de extremismo Kathleen Belew ha declarado que su participación "no es un problema que debamos tomar a la ligera" debido a la amenaza de que podrían "aumentar drásticamente el impacto del activismo marginal, transmitir experiencia en explosivos, [o compartir] experiencia en guerra urbana".  Tras la presentación de cargos de terrorismo contra tres hombres de Nevada vinculados al Departamento de Defensa (DoD), el Servicio Naval de Investigación Criminal (NCIS) declaró en un informe de junio de 2020: "Los movimientos extremistas violentos por motivos raciales (RMVE) que se suscriben al boogaloo se han involucrado en discusiones conceptuales sobre el reclutamiento de militares o exmilitares por su conocimiento percibido del entrenamiento de combate... El NCIS no puede descartar la posibilidad de que individuos afiliados al DoD simpaticen o participen en el movimiento bugalú".

## Historia

### Nacimiento
Los memes que se refieren a "el boogaloo", un levantamiento violento o guerra civil, se desarrollaron simultáneamente entre las comunidades en línea antigubernamentales y supremacistas blancas a principios de la década de 2010. Según el SPLC, ambos tipos de comunidades usaban regularmente el término para referirse a la violencia racista o una guerra racial.
Los investigadores del Network Contagion Research Institute (NCRI) y el CTEC de Middlebury rastrearon los orígenes del meme boogaloo y el movimiento posterior basado en él en parte hasta el sitio web de tablero de imágenes 4chan, donde el meme a menudo iba acompañado de referencias a " racewar" y "dotr" (day of the rope, una referencia neonazi a una fantasía que involucra asesinar lo que los carteles ven como "traidores de raza"). , el tablero /k/ de 4chan dedicado a discutir sobre armas, el término se encontró en publicaciones que se remontan al menos a 2012. 
Según los investigadores de Bellingcat, los usuarios de /k/ se superponen con los del foro de discusión política /pol/, donde el "nacionalismo blanco militante" es la "posición ideológica predeterminada". Aunque los investigadores no consideran que el tablero /k/ sea nacionalista blanco, y la comunidad desalienta activamente la discusión política, notan que el contenido racista es un lugar común. Los investigadores de CTEC atribuyen el crecimiento del movimiento hacia el tablero /k/, pero escribe que el meme en sí también "creció orgánicamente en el tablero racista /pol/, debido a la significativa superposición de usuarios entre las dos comunidades". El meme boogaloo migró a otras comunidades en línea y el SPLC escribió que "boogaloo" era un "meme bien establecido en algunos de los espacios más violentamente racistas en Internet" en 2015. Rastrearon el uso del meme hasta 2013 en el ya desaparecido sitio web Marcha de Hierro, un foro web fascista y neonazi conocido como el lugar de nacimiento de la Atomwaffen Division, una organización terrorista neonazi.

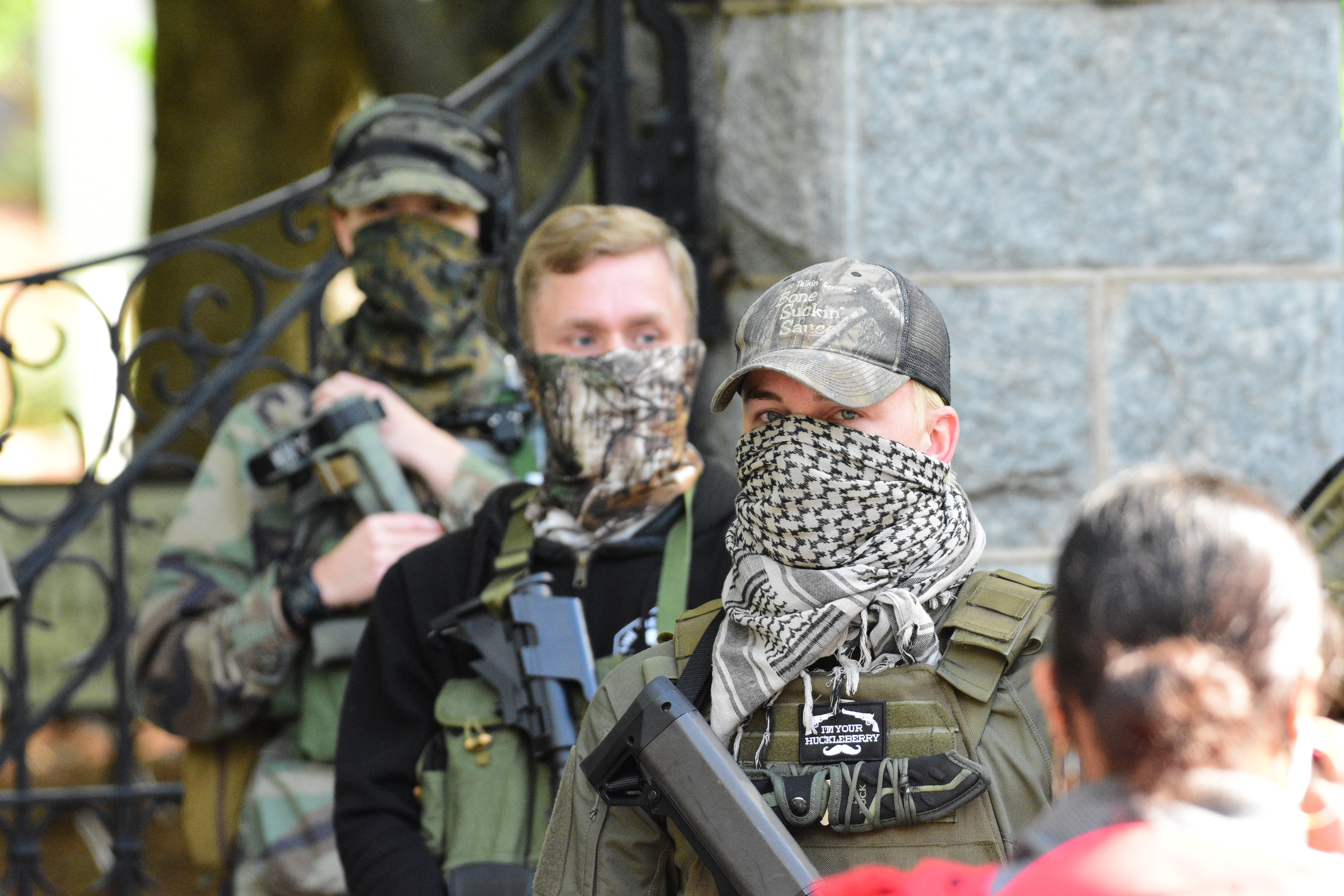
Partidarios de Boogaloo participando en un evento "Blue Igloo" en Raleigh, Carolina del Norte en mayo de 2020

Los investigadores de extremismo notaron que la palabra "boogaloo" se usaba en el contexto del movimiento boogaloo en 2019, cuando observaron que se usaba entre grupos marginales, incluidas milicias, movimientos por el derecho a las armas y grupos supremacistas. Megan Squire, profesora de informática e investigadora de extremismo en línea en la Universidad de Elon, observó que el término comenzó a usarse entre los supremacistas blancos en la aplicación de mensajería Telegram en el verano de 2019, donde lo usaron para describir una guerra racial. Los investigadores del NCRI descubrieron que el uso del término boogaloo aumentó en un 50% en Facebook y Twitter en los últimos meses de 2019 y principios de 2020. Atribuyen los aumentos de popularidad a un incidente viral en noviembre de 2019 en el que un veterano militar publicó contenido mencionando el boogaloo en Instagram durante un enfrentamiento con la policía y la destitución de Donald Trump en diciembre de 2019. El movimiento boogaloo experimentó un nuevo aumento en popularidad luego de los bloqueos que se implementaron para tratar de frenar la propagación de la pandemia de COVID-19 en los Estados Unidos, y Tech Transparency Project observó que los grupos boogaloo parecían estar alentados por el entonces presidente. Los tuits de Trump sobre estados "liberadores" bajo encierro. El Tech Transparency Project descubrió que el 60% de los grupos boogaloo de Facebook habían surgido tras los confinamientos por la pandemia, y durante ese tiempo acumularon decenas de miles de seguidores. Un informe de Bellingcat de mayo de 2020 identificó a Facebook como una plataforma particularmente importante para el movimiento, y en mayo y abril de 2020, Bellingcat y el NCRI estimaron que el movimiento tenía decenas de miles de adherentes. Un portavoz de Facebook dijo que Facebook e Instagram habían cambiado sus políticas a partir del 1 de mayo para "prohibir el uso de términos ['boogaloo' y relacionados] cuando van acompañados de declaraciones e imágenes que muestran violencia armada".

### Tiroteo de Duncan Lamp
El 12 de marzo del 2020, Duncan Lemp, líder de un grupo de boogaloo en Facebook murió en un tiroteo con la policía en una redada sin aviso en su casa en Potomac, Maryland. La policía había obtenido una orden de allanamiento basada en un aviso de que Lemp estaba violando una restricción de posesión de armas de fuego. Sin embargo, la familia de Lemp ha dicho que no sabían que él estaba bajo tal restricción.